# Virus del mosaico del manzano
El Apple mosaic virus (ApMV) es un virus patogénico de plantas de la familia Bromoviridae.